# Státní znak Indie
Státní znak Indie zobrazuje sloupovou hlavici se čtyřmi asijskými lvy (jeden je obrácen zády a skryt za ostatními), které podpírá abakus s vlysem s reliéfy koně na levé straně, býka na pravé a ašókačakrou uprostřed. Pod celým zobrazením sloupové hlavice je nápis v dévanágarí: सत्यमेव जयते (v sanskrtu: satjaméva džajaté, česky Jedině pravda vítězí).
Hlavice původně zakončovala jeden z ašókových sloupů v Sárnáthu vztyčený králem Ašókou. Sloup s hlavicí zde byl vztyčen na památku Buddhy Gautamy, který zde měl vůbec poprvé vyložit dharmu. Reálná hlavice zobrazuje kromě reliéfu koně, býka a ašókačakry ještě slona a lva. Celé sousoší bylo vytesáno z jednoho kamenného bloku.
Znak byl Indickou republikou přijat 26. ledna 1950, tedy v den, kdy se Indie stala republikou.

## Další použití znaku
Indický znak se objevuje na indické měně (Indická rupie) nebo pasech.

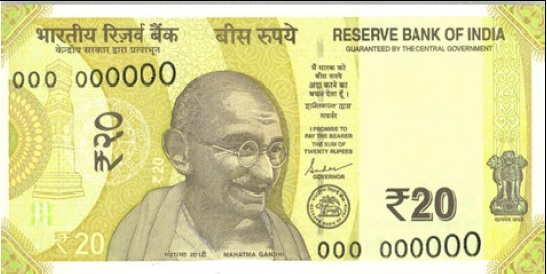